# Španske ženske v izgnanstvu

## Vloga žensk v drugi Španski republiki
V času Druge španske republike so ženske dosegle veliko novih pravic, s katerimi so se lahko bolj približale moškim.  Z ustavo leta 1931 je v veljavo prišla splošna volilna pravica, za prešuštvo se je uveljavila kazen za oba spola, dovoljena pa je postala tudi ločitev s skupnim dogovorom. Država je začela ščititi matere, delodajalec ni več smel odpovedati pogodbe o zaposlitvi delavki v času nosečnosti. V času Francove diktature so se ženske spet znašle podrejene moškemu in so izgubile vse prej priborjene pravice. Ženske organizacije, ki so dosegle žensko volilno pravico, pravico do ločitve in splava so postale prepovedane razen tistih, ki so delovale v skladu z režimom. 

## Začetek državljanske vojne
Ob začetku Španske državljanske vojne leta 1936 so ženske imele pomembno vlogo na bojiščih, a se je situacija že čez nekaj mesecev spremenila. Largo Caballero, takratni vojni minister, je dal ukazati, da se vse ženske umaknejo v zaledje, kjer naj bi skrbele za ranjence. 
Hkrati so začele skrbeti za polja in živino, delale so v tovarnah in delavnicah. Včasih je bila njihova naloga tudi transport orožja ali vohunjenje. Bile so tako dobro organizirane, da so celo uredile šole za otroke, da bi jih nekoliko umaknile z vojnih območij. Take vrste šol so bile še posebej pogoste v Kataloniji in Córdobi. Vseeno se mnogo žensk ni želelo sprijazniti z umikom iz bojišč in so ostale tam kljub prepovedim. Še več, sodelovale so na vojaških mitingih in širile propagando za vzpostavitev republike.

## Skupina "Svobodne ženske"
Ena od najbolj aktivnih skupin so bile tako imenovane svobodne ženske oz. špansko »mujeres libres«. Skupina je nastala leta 1936. Ustanovile so jo tri velike intelektualke tistega časa, Lucía Sánchez Saornil, Amparo Poch y Gascón in Mercedes Comaposada Guillén. Izdajale so tudi revijo z istim imenom. Njihov namen je bil prebujanje ženske zavesti in liberalnih idej ter iztrgati ženske iz suženjstva nevednosti. Zaradi delovanja proti režimu so bile mnoge od njih zaprte, ubite ali pa poslane v izgnanstvo.  

## Izgon v Francijo
Januarja 1936 je Katalonija padla v roke Francovim vojakom. Okoli 450.000 republikancev je bilo preko Pirenejev izgnanih v Francijo, od tega je bilo 170.000 žensk in otrok. Na meji so ločili ženske od moških. Moške so odpeljali v begunska taborišča na jug, ženske in otroke pa so razporedili v taborišča po celotni državi, saj niso bili pripravljeni na sprejem tolikšnega števila ljudi. Ženske, ki so se upirale nasilni vrnitvi v domovino so poslali v kazenska taborišča za prisilno delo. Okoli 40.000 republikancev je bilo iz Francije premeščenih v Nemčijo, kjer so delali v vojaški industriji, mnogi so končali v koncentracijskih taboriščih, največ v Mauthausnu. Ženske, ki so imele največ sreče so v Franciji našle delo in se vključile v tamkajšnjo družbo. Kmalu za tem je izbruhnila druga svetovna vojna in nemška okupacija Francije. Mnogo španskih ubežnikov, tako moških kot žensk se je pridružilo vojski in se borilo proti nacizmu.

## Izgon v Mehiko
Nekoliko več sreče so imeli Španci, ki so med letoma 1939 in 1950 prišli v Mehiko. Vlada Lázara Cárdenasa jim je odprla vrata in v sredini leta 1939 so začele prihajati prve ladje na obale Mehike. Skupaj je prišlo okoli 16.000 ljudi, med njimi 40% žensk. V Mehiki so se morale soočiti s številnimi preprekami. Denarno podporo, ki so jo jim humanitarne organizacije namenile so lahko dobile le preko njihovih mož. Trg dela in družbene okoliščine so jim onemogočale, da bi se lahko razvijale. V Mehiki v tistem času ženske niso imele niti volilne pravice.

## Morelijski otroci
Leta 1937 je v Mehiko prišla skupina  petstotih otrok, ki je postala znana pod imenom »Morelijski otroci«, ker je bila Morelia tisto mesto, ki jih je sprejelo. Stari so bili med tri in štirinajst let in med njimi je bilo veliko sirot. Nastanili so jih v stavbe, ki so jih priredili kot internate in šole. Ko se je državljanska vojna končala je večina teh otrok ostala v Mehiki in nikoli več niso videli svojih družin. Imeli so veliko težav, ker so bile konservativne stranke proti njihovi nastanitvi v Mehiki, tudi Francova vlada je pritiskala nanje, da bi se vrnili v Španijo. Po koncu vojne jih je Mehiška vlada pustila prepuščene samim sebi in preživeti so morali kot so najbolje znali. 